# NGC 1549
NGC 1549 је елиптична галаксија у сазвежђу Златна риба која се налази на NGC листи објеката дубоког неба.
Деклинација објекта је - 55° 35' 29" а ректасцензија 4h 15m 45,0s. Привидна величина (магнитуда) објекта NGC 1549 износи 9,6 а фотографска магнитуда 10,6. Налази се на удаљености од 16,199 милиона парсека од Сунца. NGC 1549 је још познат и под ознакама ESO 157-16, AM 0414-554, PGC 14757.